# 四甲基碘化铵
四甲基碘化铵是一种季铵盐，化学式为[(CH3)4N]I，为无色晶体。

## 制备
四甲基碘化铵可由三甲胺和碘甲烷的气相反应生成。甲醇、碘甲烷和28%氨溶液反应，或者N,N-二甲基甲酰胺和碘甲烷在25%的碱溶液（氨、氢氧化钠或氢氧化钾）中反应，都可以得到该季铵盐。

## 结构
四甲基碘化铵属四方晶系，空间群P4/nmm，晶胞参数a=7.9643 Å, b=5.7550 Å（30 °C）。

## 性质及用途
四甲基碘化铵和叠氮化亚铊反应，可以得到四甲基叠氮化铵：
[(CH3)4N]I + TlN3 → [(CH3)4N]N3 + TlI
它与硫、氰化亚铜反应，可以得到配合物[(CH3)4N][Cu(SCN)I]。它和碘化铅在γ-丁内酯中反应，可以得到具有钙钛矿结构的[(CH3)4N][PbI3]。
它和路易斯酸共同使用，可用作四羰基钴钠催化的三甲胺羰基化反应的引发剂。